# Baldissero Canavese
Baldissero Canavese (Baldissèro Canavése, /baldisˈsɛro kanaˈvese/; Bausser in piemontese) è un comune italiano di 488 abitanti della città metropolitana di Torino in Piemonte.

## Storia
Il comune venne aggregato a Castellamonte il 7 marzo 1929 con il Regio decreto n. 443 (pubblicato sulla Gazzetta Ufficiale n. 91 del 18 aprile 1929), assieme con i vicini comuni di Campo Canavese e Muriaglio, oltre che ad alcune frazioni di altri comuni. A differenza degli altri due comuni, che sono tuttora frazioni di Castellamonte, Baldissero recuperò la propria autonomia nel dopoguerra, in data 10 gennaio 1947.

### Simboli
Lo stemma e il gonfalone del comune di Baldissero Canavese sono stati concessi con decreto del presidente della Repubblica del 12 aprile 1984.

## Monumenti e luoghi d'interesse
- Il Castello di Baldissero Canavese;
- La parrocchiale dedicata all'Assunta e a san Martino, in cima a una scenografica scalinata;
- La pieve di Santa Maria di Vespiolla si trova poco fuori dall'abitato di Baldissero Canavese. Costruzione piccola e rustica, custodisce al suo interno un vasto ciclo di affreschi risalenti alla seconda metà del XV secolo.

### Aree naturali
- Riserva naturale dei Monti Pelati

## Società

### Evoluzione demografica
Abitanti censiti

## Amministrazione

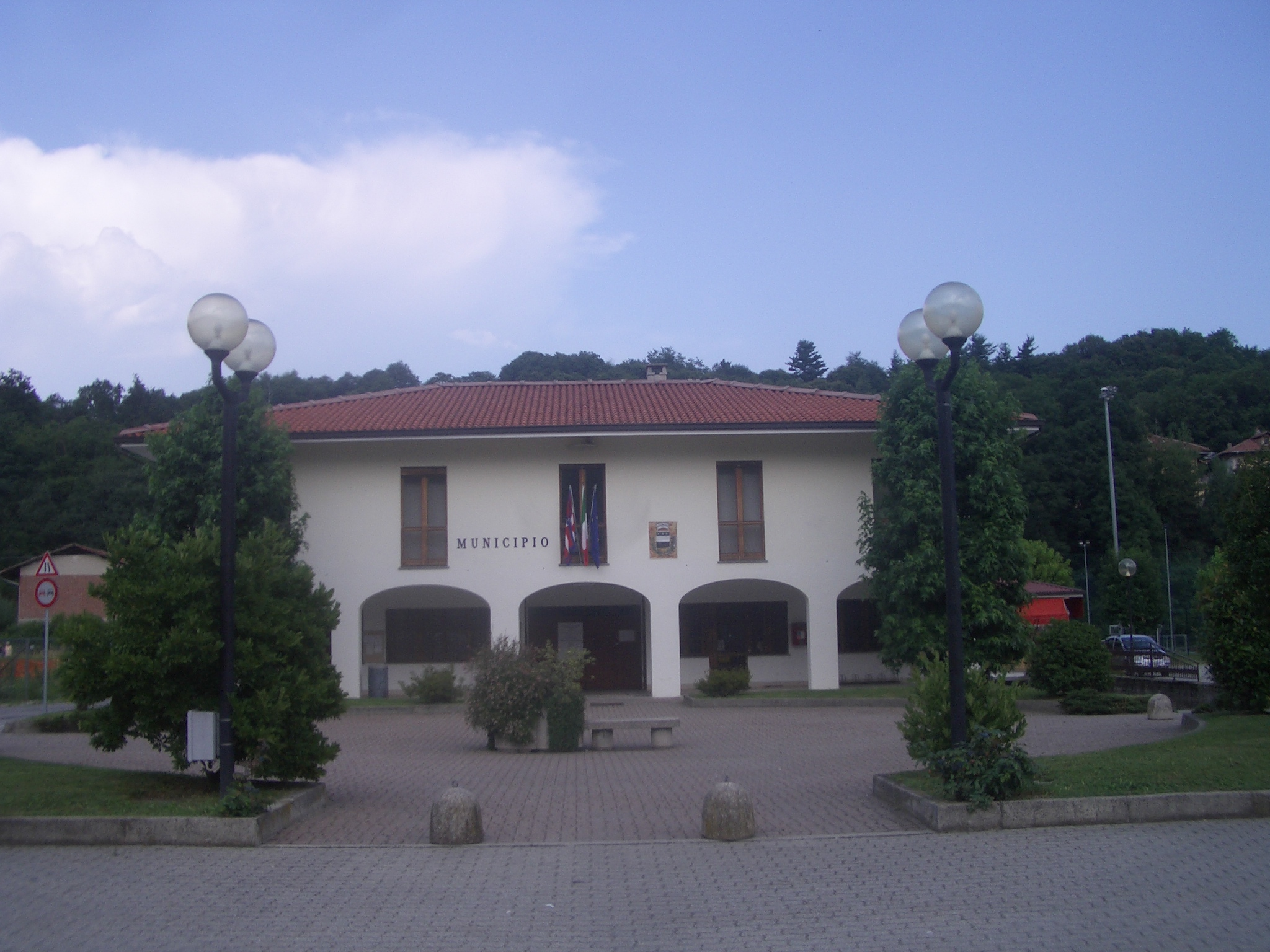
Il municipio

| Periodo | Periodo   | Primo cittadino               | Partito      | Carica  | Note |
| ------- | --------- | ----------------------------- | ------------ | ------- | ---- |
| 2004    | 2009      | Domenico Troia Cionin         | lista civica | Sindaco |      |
| 2009    | 2010      | Giorgio Barbero               | lista civica | Sindaco |      |
| 2010    | in carica | Luigi Ferrero Vercelli (Gino) | lista civica | Sindaco |      |

## Galleria d'immagini

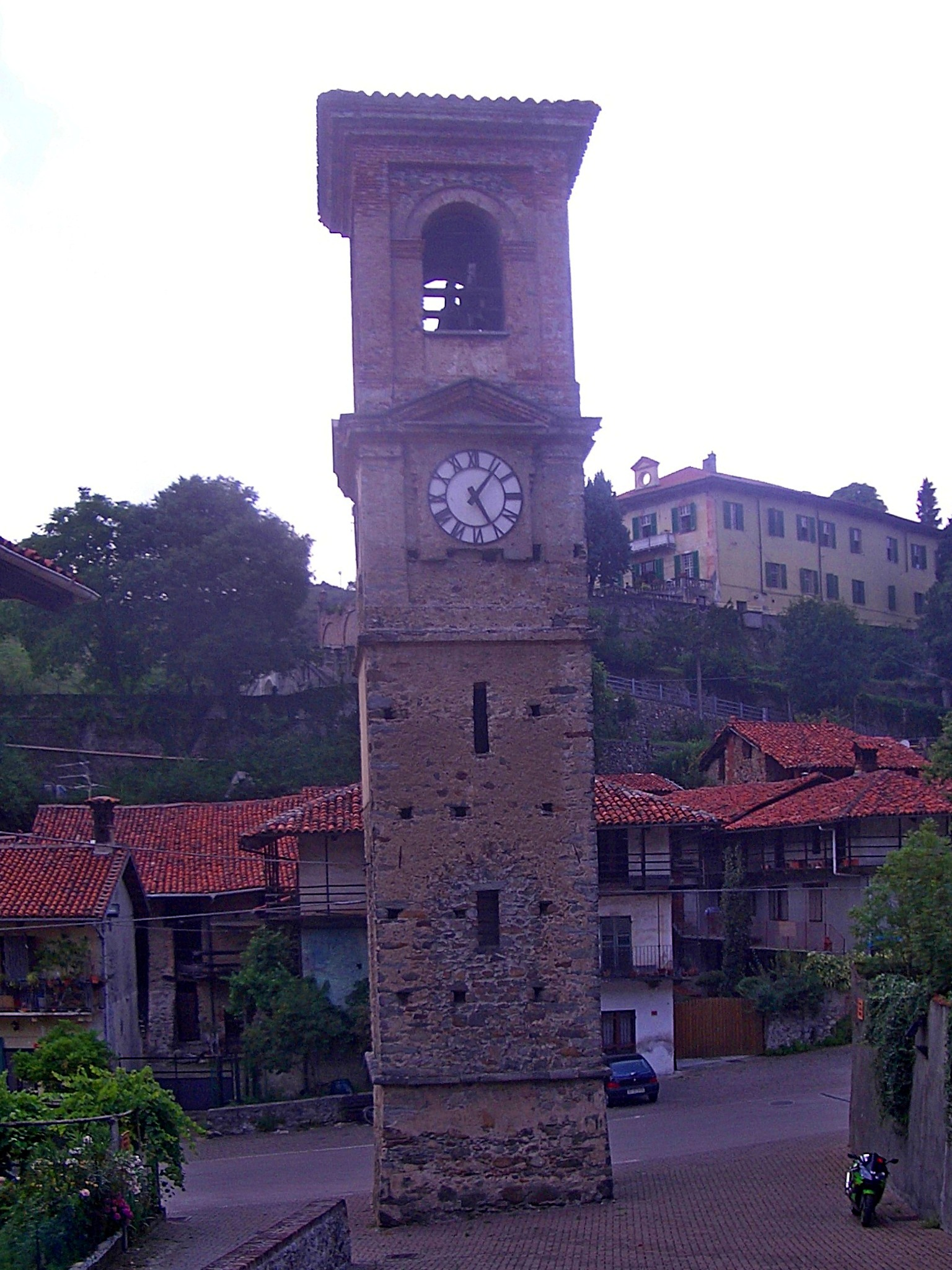
La torre campanaria (con il castello sullo sfondo)
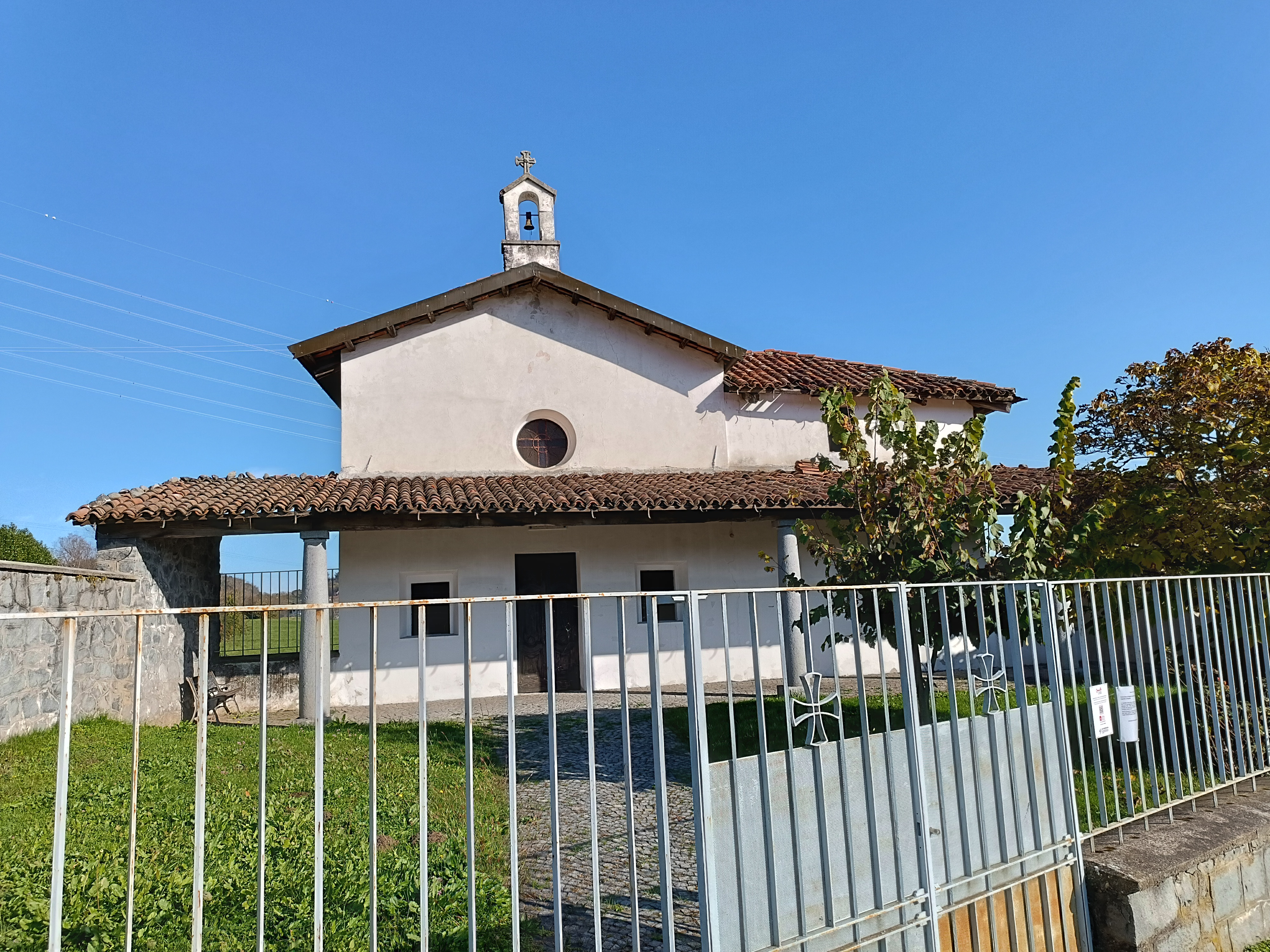
Pieve di Santa Maria di Vespiolla
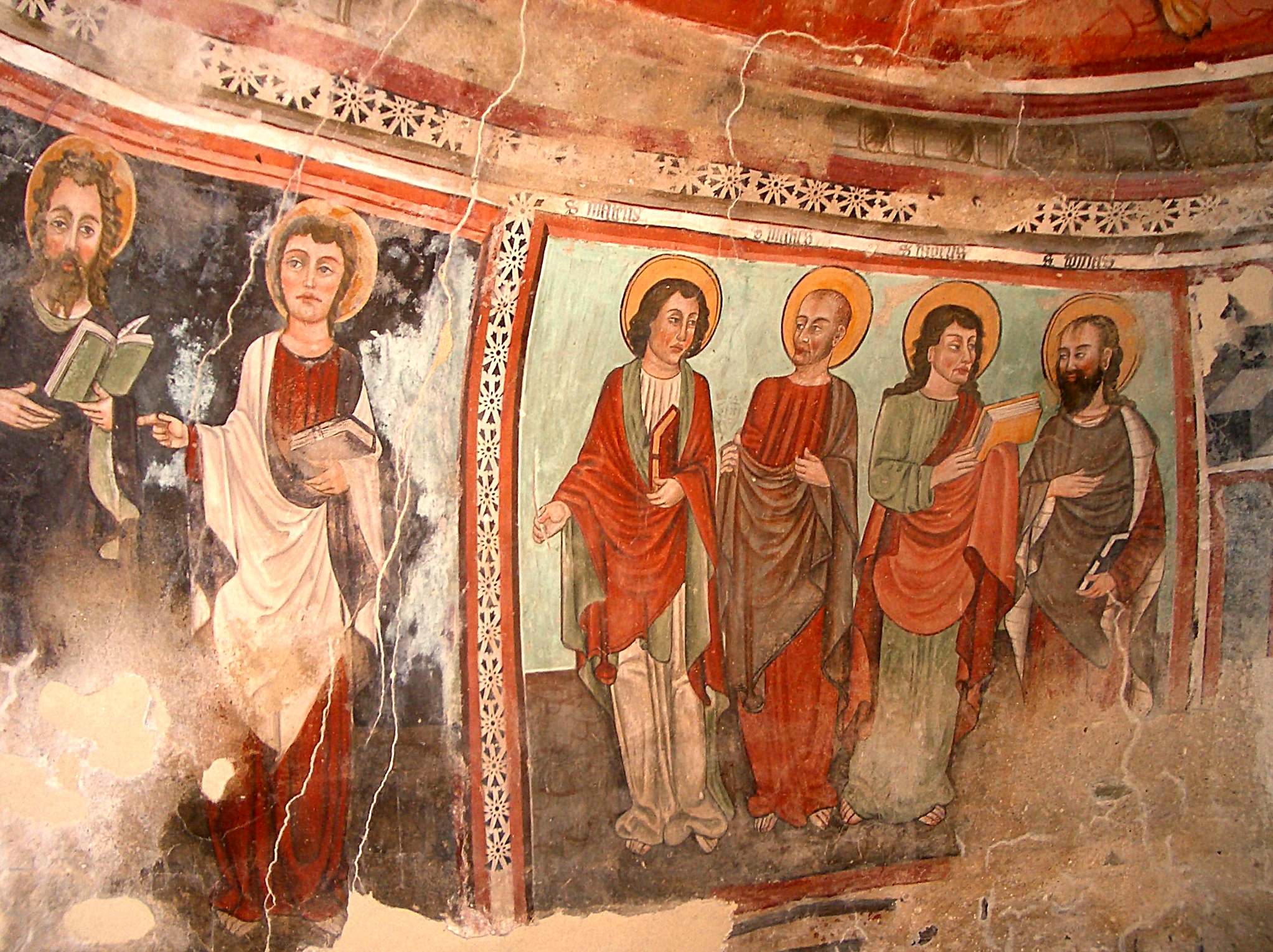
Affreschi in Santa Maria di Vespiolla
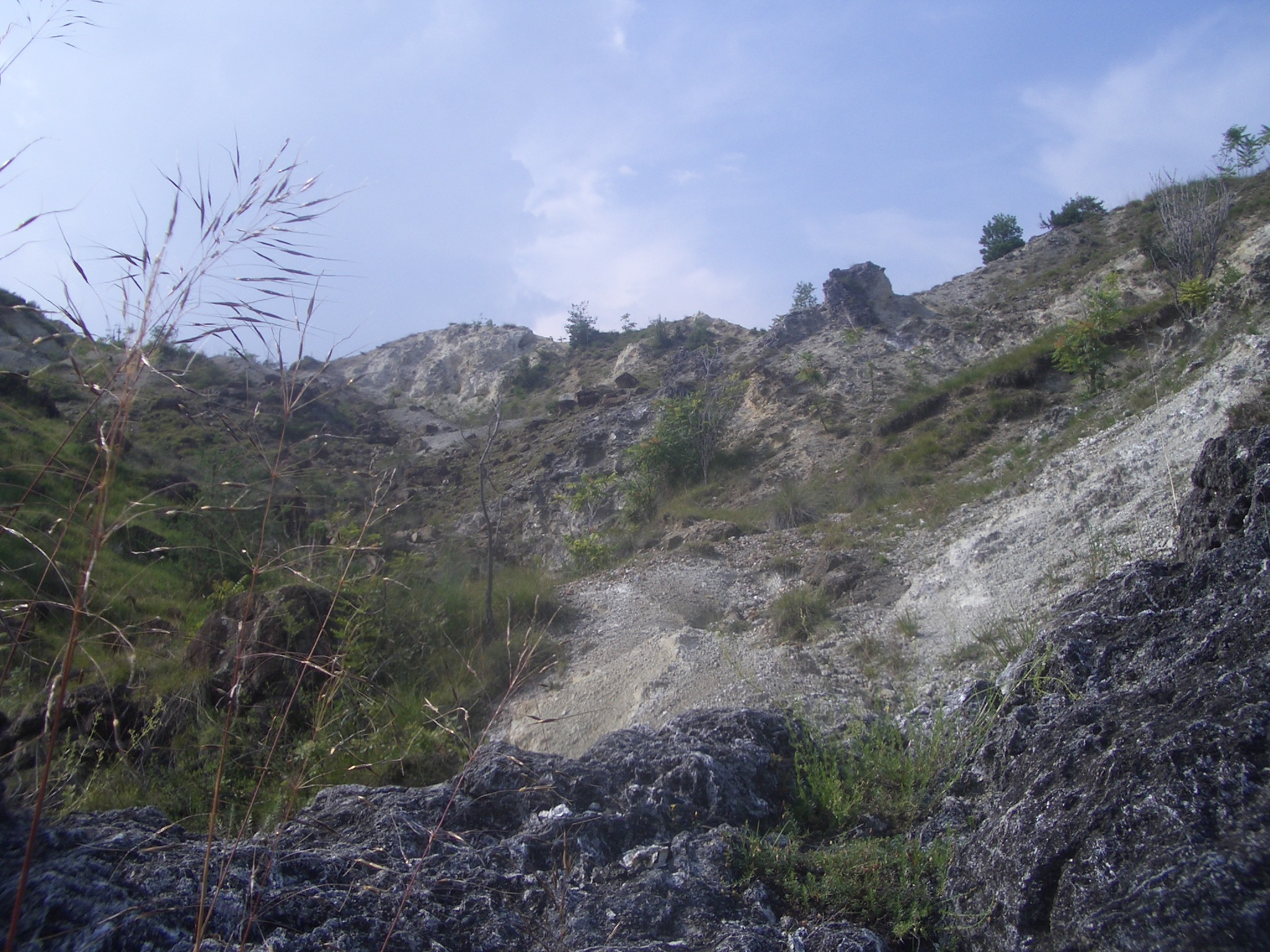
Immagine dei "Monti Pelati"